# 识骨寻踪 (第六季)
美國福克斯廣播公司電視連續劇《识骨寻踪》的第七季首播於2010年9月23日，並在2011年5月19日播放季度大結局。該劇保持了以前的播放時段，前半段於星期四下午8:00 ET播出。其後半段則於2011年星期四下午9:00ET播出。本季總共23集,當中包括一集於第19集播放介紹同名衍生劇追蹤者英語：）。

## 演员和角色

### 主演
- 艾蜜莉·戴丝香侬 饰 汤普伦斯·“小骨”·布雷恩娜，是一个法医人类学家以及瑟雷·布斯的妻子。
- 大卫·伯瑞纳 饰 FBI探员 瑟雷·布斯，與杰斐遜小組合作調查不同案件以及 小骨 的丈夫。
- 米凯拉·考林 饰 安琪拉·马丁尼古，是艺术家，负责模拟分析重建，以及杰克·哈金斯的妻子。
- T·J·塞恩 饰 杰克·哈金斯 博士，是昆虫学学者，礦物學家，孢粉學家，法医化學家以及安琪拉·马丁尼古的丈夫。
- 塔玛拉·泰勒 饰 凯姆·瑟罗，法醫病理學家與實驗室的主管。
- 約翰·博伊德饰 詹姆斯·奥布斯里，一個初級FBI探員，在瑟雷·布斯的手下協助工作。
- 约翰·戴利 饰 兰斯·斯维特,FBI的心理學家,評估及處理布斯與布伦南的工作關係。

### 常驻
- Katheryn Winnick 饰 Hannah Burley, 一名記者以及 Booth 的女友(7 集)
- Patricia Belcher 饰 Caroline Julian,政府的檢察官(5 集)
- Arnold Vosloo 饰 Jacob Broadsky, 專業狙擊手並且是 Booth 的戰友 (3 集)
- Elon Gold 饰 Dr. Paul Lidner, Cam 的男友(2 集)
- Tiffany Hines 饰 Michelle Welton, Cam 的養女 (2 集)
- Ryan O'Neal 饰 Max Keenan, Brennan 的父親 (2 集)
- Ty Panitz 饰 Parker Booth, Booth 的兒子 (2 集)
- Billy Gibbons 饰 Angela 的父親 (1 集)
- Deirdre Lovejoy 饰 Heather Taffet (1 集)
- Scott Lowell 饰 Dr. Douglas Filmore,一名加拿大的足科醫生(1 集)
- Tina Majorino 饰 FBI 探員 Genevieve Shaw (1 集)

### 實習生
- Michael Grant Terry 饰 Wendell Bray (6 集)
- Ryan Cartwright 饰 Vincent Nigel-Murray (4 集)
- Eugene Byrd 饰 Dr. Clark Edison (3 集)
- Carla Gallo 饰 Daisy Wick (3 集)
- Joel David Moore 饰 Colin Fisher (2 集)
- Pej Vahdat 饰 Arastoo Vaziri (2 集)

## 外部連結
- 官方网站

1. ↑   (新闻稿). Fox. July 13, 2010  [July 13, 2010].